# Bewith
『Bewith』（ビーウィズ）は、今井美樹の3作目のオリジナル・アルバム。1988年6月21日発売。発売元はフォーライフ・レコード（現・フォーライフミュージックエンタテイメント）。

## 概要
タイトルの「Bewith」には「ずっと一緒にいられたら」という意味が込められている。CDおよびカセットテープのみ3枚目のシングル「静かにきたソリチュード」が収録されている。
今井も制作当時からお気に入りで大好きなアルバムだが、夏をテーマに制作したこのアルバムの最後に「静かにきたソリチュード」を収録したことだけが、「夏の歌ではないし最後に取って付けたみたい」な感じがして気に入らず今井は最後まで収録に反対したが、諸般の事情で収録された。今井が本作を聴く際は「9月半島」まで聴いて止めていたとのこと。
長い間、今井に詩を提供している作詞家・岩里祐穂と、「彼女とTIP ON DUO」「瞳がほほえむから」「PIECE OF MY WISH」などを作曲した上田知華に加えて柿原朱美やMAYUMIが本作から今井作品に参加している。最初の作品「黄色いTV」は、元々友人同士の岩里・上田が、今井のイメージに合わせ楽曲を作り、レコード会社に売り込みにいったもの。
本作の発売を記念して、今井にとって初めてとなるアルバムと同タイトルのツアー ″Bewith″ が同年6月10日から7月30日にかけて開催された。

## チャート成績
今井初のオリコンアルバムチャート1位を獲得した。
第30回日本レコード大賞優秀アルバム賞受賞作品。

## 収録曲

### LP／CT
| 全編曲: 佐藤準。 |                                |           |           |       |
| #                | タイトル                       | 作詞      | 作曲      | 時間  |
| 1.               | 「夏をかさねて」               | 佐藤純子  | 柿原朱美  | 6:51  |
| 2.               | 「セカンドエンゲージ」         | 戸沢暢美  | 中崎英也  | 5:59  |
| 3.               | 「冷蔵庫のあかりで」           | 戸沢暢美  | 武部聡志  | 4:21  |
| 4.               | 「カリビアン・ブルーの夜明け」 | 戸沢暢美  | 中崎英也  | 5:05  |
| 5.               | 「今日 私はひとり」            | 戸沢暢美  | MAYUMI    | 5:10  |
| 合計時間:        | 合計時間:                      | 合計時間: | 合計時間: | 27:26 |

| 全編曲: 佐藤準（特記以外）。 |                                          |           |           |       |
| #                            | タイトル                                 | 作詞      | 作曲      | 時間  |
| 1.                           | 「キスより 吐息より」                    | 戸沢暢美  | 佐藤準    | 4:55  |
| 2.                           | 「初恋のように」                         | 岩里祐穂  | MAYUMI    | 4:54  |
| 3.                           | 「とっておきの朝を」                     | 今井美樹  | 山梨鐐平  | 3:58  |
| 4.                           | 「黄色いTV」                             | 岩里祐穂  | 上田知華  | 6:25  |
| 5.                           | 「9月半島」                              | 岩里祐穂  | 上田知華  | 4:35  |
| 6.                           | 「静かにきたソリチュード」(編曲：井上鑑) | 戸沢暢美  | 中崎英也  | 5:03  |
| 合計時間:                    | 合計時間:                                | 合計時間: | 合計時間: | 29:50 |

### CD
| 全編曲: 佐藤準（特記以外）。 |                                          |           |           |       |
| #                            | タイトル                                 | 作詞      | 作曲      | 時間  |
| 1.                           | 「夏をかさねて」                         | 佐藤純子  | 柿原朱美  | 6:51  |
| 2.                           | 「セカンドエンゲージ」                   | 戸沢暢美  | 中崎英也  | 5:59  |
| 3.                           | 「冷蔵庫のあかりで」                     | 戸沢暢美  | 武部聡志  | 4:21  |
| 4.                           | 「カリビアン・ブルーの夜明け」           | 戸沢暢美  | 中崎英也  | 5:05  |
| 5.                           | 「今日 私はひとり」                      | 戸沢暢美  | MAYUMI    | 5:10  |
| 6.                           | 「キスより 吐息より」                    | 戸沢暢美  | 佐藤準    | 4:55  |
| 7.                           | 「初恋のように」                         | 岩里祐穂  | MAYUMI    | 4:54  |
| 8.                           | 「とっておきの朝を」                     | 今井美樹  | 山梨鐐平  | 3:58  |
| 9.                           | 「黄色いTV」                             | 岩里祐穂  | 上田知華  | 6:25  |
| 10.                          | 「9月半島」                              | 岩里祐穂  | 上田知華  | 4:35  |
| 11.                          | 「静かにきたソリチュード」(編曲：井上鑑) | 戸沢暢美  | 中崎英也  | 5:03  |
| 合計時間:                    | 合計時間:                                | 合計時間: | 合計時間: | 57:31 |

### 曲解説
1. 夏をかさねて
2. セカンドエンゲージ
3. 冷蔵庫のあかりで
4. カリビアン・ブルーの夜明け
5. 今日 私はひとり
6. キスより 吐息より
  - 4thシングル「彼女とTIP ON DUO」のカップリング曲としてシングルカットされた。
7. 初恋のように
  - 2009年のアルバム『corridor』において再録音された。
8. とっておきの朝を
  - 1996年のライブ・アルバム『Thank you』において菅野よう子編曲により再録音された。
9. 黄色いTV
  - 岩里が今井へ詞を提供した最初の楽曲[5]。
10. 9月半島
11. 静かにきたソリチュード
  - 3rdシングル表題曲。CD、カセットのみ収録。

## 参加ミュージシャン
| 夏をかさねて - Drums：青山純 - E. Bass：高水健司 - E. Guitar：今剛 - Keyboards：佐藤準、国吉良一 - Synthesizer Programming：浦田恵司、北城浩志、水島康貴 セカンドエンゲージ - Drums：青山純 - E. Bass：高水健司 - E. Guitar：今剛 - Keyboards：佐藤準、倉田信雄 - Background Vocals：佐藤準、比山清 - Synthesizer Programming：浦田恵司、北城浩志、水島康貴 冷蔵庫のあかりで - Drums：青山純 - E. Guitar：今剛 - Keyboards：佐藤準、国吉良一 - Percussion：三沢成樹 - Background Vocals：佐藤準、今井美樹 - Synthesizer Programming：遠山淳、北城浩志 カリビアン・ブルーの夜明け - Drums：青山純 - E. Guitar：今剛 - Keyboards：佐藤準、倉田信雄 - Background Vocals：今井美樹 - Synthesizer Programming：北城浩志、水島康貴 今日 私はひとり - Drums：青山純 - E. Bass：高水健司 - E. Guitar：今剛 - Keyboards：佐藤準、国吉良一 - Synthesizer Programming：浦田恵司、北城浩志、水島康貴 キスより 吐息より - Keyboards & E. Guitar：佐藤準 - Background Vocals：佐藤準、今井美樹 - Synthesizer Programming：浦田恵司、水島康貴 | 初恋のように - Drums：青山純 - E. Bass：高水健司 - E. Guitar：今剛 - Keyboards：佐藤準、国吉良一 - Synthesizer Programming：浦田恵司、北城浩志、水島康貴 とっておきの朝を - Keyboards：佐藤準、国吉良一 - A. Guitar：笛吹利明 - Background Vocals：今井美樹 - Synthesizer Programming：北城浩志、水島康貴 黄色いTV - Drums：青山純 - E. Bass：高水健司 - E. Guitar：今剛 - A. Guitar：安田裕美 - Keyboards：佐藤準、国吉良一 - Synthesizer Programming：浦田恵司、北城浩志、水島康貴 9月半島 - Drums：青山純 - E. Bass：高水健司 - Steel & E. Guitar：今剛 - A. Guitar：安田裕美 - Keyboards：佐藤準、国吉良一 - Background Vocals：佐藤準、今井美樹 - Synthesizer Programming：浦田恵司、北城浩志、水島康貴 静かにきたソリチュード - Drums：江口信夫 - E. Bass：高水健司 - E. Guitar：今剛 - Keyboards：井上鑑 - Background Vocals：比山清、木戸やすひろ、EVE |